# Densitat de potència
La densitat de potència és la quantitat de potència (taxa temporal de transferència d'energia) per unitat de volum. Normalment es mesura en watts per metre cúbic (W/m³) i representa quanta potència es distribueix dins d'un espai determinat. En diversos camps com la física, l'enginyeria i l'electrònica, la densitat de potència s'utilitza per avaluar l'eficiència i el rendiment de dispositius, sistemes o materials considerant quanta potència poden gestionar o generar en relació amb la seva mida o volum.
En els transformadors d'energia, com ara bateries, piles de combustible, motors, fonts d'alimentació, etc., la densitat de potència es refereix a un volum, on sovint s'anomena densitat de potència volumètrica, expressada com a W/ m³.
En els motors de combustió interna alternatius, la densitat de potència (potència per volum escombrat o cavalls de fre per centímetre cúbic) és una mètrica important, basada en la capacitat interna del motor, no en la seva mida externa.

## Exemples
| Material d'emmagatzematge | Tipus d'energia    | Potència específica (W/kg) |
| ------------------------- | ------------------ | -------------------------- |
| Hidrogen (en estrella)    | Fusió estel·lar    | 0,00184                    |
| Plutoni                   | Desintegració alfa | 1,94                       |
| Supercondensadors         | Capacitància       | fins a 15000               |
| Ió de liti                | Químic             | ~250–350                   |